# Foveosculum ufipae
Foveosculum ufipae là một loài tò vò trong họ Ichneumonidae.